# Braye (rivière)
Pour les articles homonymes, voir Braye.
La Braye [bʁɛ] est une rivière française dont le cours se situe à l'ouest du Bassin parisien. Elle coule dans les départements de l'Orne, d'Eure-et-Loir, de Loir-et-Cher et de la Sarthe. C'est un affluent du Loir, le plus important, donc un sous-affluent de la Loire par la Sarthe et enfin la Maine.

## Géographie
Elle prend sa source dans les collines du Perche, sur la commune de Ceton, à 212 m d'altitude, près du lieu-dit les Alleux, à 4 kilomètres à l'ouest d'Authon-du-Perche et 17 kilomètres au sud de Nogent-le-Rotrou, en Eure-et-Loir.
Elle se dirige d'abord vers le sud-ouest, empruntant une vallée très pittoresque. À hauteur de Vibraye, elle change d'orientation et se dirige vers le sud-est puis le sud, et reçoit dès lors les eaux du Couetron sur sa rive gauche. À Sargé-sur-Braye, elle reçoit en rive gauche l'apport de la Grenne venue de Mondoubleau. Elle se dirige alors en droite ligne vers le Loir, recevant peu avant Bessé-sur-Braye, l'apport de l'Anille qui lui vient de Saint-Calais par la droite, ainsi que du Tusson, petit affluent venu de Vancé et de La Chapelle-Gaugain.
Elle rejoint le Loir entre Sougé et Couture-sur-Loir, à une quinzaine de kilomètres à l'ouest (en aval) de Montoire-sur-le-Loir, à la limite entre les départements de la Sarthe et de Loir-et-Cher.
Son cours a une longueur de 74,5 kilomètres.

## Principales localités traversées
Elle traverse les localités suivantes :
- Eure-et-Loir : Saint-Bomer ;
- Sarthe : Vibraye ;
- Loir-et-Cher : Souday, Sargé-sur-Braye, Savigny-sur-Braye ;
- Sarthe : Bessé-sur-Braye ;
- Loir-et-Cher : Sougé, Couture-sur-Loir.

## Communes traversées
Dans les quatre départements d'Eure-et-Loir, de Loir-et-Cher, de l'Orne, de la Sarthe, la Braye traverse vingt-quatre communes :
- Ceton, Saint-Bomer, Rahay, Sargé-sur-Braye, Marolles-lès-Saint-Calais, Savigny-sur-Braye, Montmirail, Théligny, Gréez-sur-Roc, Saint-Ulphace, Valennes, Souday, Baillou, Couture-sur-Loir, La Chapelle-Huon, Lavenay, Bessé-sur-Braye, Sougé, Bonneveau, Cellé, Saint-Jean-des-Échelles, Lamnay, Champrond, Vibraye.

## Affluents
La Braye a vingt-huit (28) tronçons affluents référencés dont :
- le Saint Ulphace, 9,9 km sur cinq communes avec deux affluents.
- le Couëtron (rg), 16,9 km
- le Fresnay ou ruisseau de la Fenderie, 11,4 km sur quatre communes avec un affluent :
  - le Boutry, 8 km sur les deux communes de Berfay et Valennes.
- le Roclane, 7,8 km sur quatre communes avec un affluent.
- le Colonge, 7,9 km sur trois communes sans affluent référencé.
- le Vau, 3,6 km sur la seule commune de Savigny-sur-Braye, sans affluent référencé.
- la Gravelle, 3,6 km sur les deux communes de La Chapelle-Huon et Cellé, sans affluent référencé.
- la Grenne ou ruisseau de Tuilerie en partie haute (rg), 28,6 km sur sept communes, deux cantons et avec douze affluents dont cinq bras et sept affluents.
- l'Anille (rd), 27,3 km
- le Tusson (rd), 32,6 km

## Hydrologie

### Débits de la Braye à Sargé-sur-Braye
La Braye est une rivière moyennement abondante, un peu plus que la plupart des cours d'eau de plaine du bassin versant de la Loire. Son débit a été observé sur une période de 23 ans (1992-2014), à Sargé-sur-Braye, à 82 m d'altitude, localité de Loir-et-Cher située entre Mondoubleau et Savigny-sur-Braye et à une bonne vingtaine de kilomètres de son confluent avec le Loir. La surface étudiée y est de 497 km2, soit plus ou moins 65 % de la totalité du bassin versant de la rivière. Ne sont pas pris en compte les débits de ses deux affluents les plus importants : l'Anille et le Tusson.
Le module de la rivière à Sargé-sur-Braye est de 3,14 m3/s.
La Braye présente des fluctuations saisonnières de débit assez marquées, avec des hautes eaux d'hiver-printemps portant le débit mensuel moyen à un niveau situé entre 4,80 et 7,36 m3/s, de décembre à mars inclus (avec un maximum très net en janvier), et des basses eaux d'été-automne, de juillet à octobre inclus, avec une baisse du débit moyen mensuel jusqu'à 1,23 m3/s au mois d'août, ce qui reste très appréciable.

### Étiage ou basses eaux
À l'étiage, le VCN3 peut chuter jusque 0,610 m3/s, en cas de période quinquennale sèche, soit 610 l/s, ce qui n'est pas trop sévère.

### Crues
Les crues peuvent être très importantes, caractéristique partagée par la plupart des affluents de la partie occidentale du bassin de la Loire (Creuse, Gartempe, Mayenne, Sèvre nantaise ou encore Oudon et Anglin).
Ainsi les QIX 2 et QIX 5 valent respectivement 51 et 80 m3/s. Le QIX 10 est de 100 m3/s, le QIX 20 de 120 m3/s, le QIX 50 de 140 m3/s, tandis que le QIX 100 n'a pas été calculé, vu la période d'observation de 23 ans.
Il peut être intéressant de comparer les QIX 2 et QIX 10 de la Braye à ceux de la Sèvre nantaise. Alors que le QIX 2 de la Braye se monte à 51 m3/s, celui de la Sèvre nantaise est de 280 m3/s (pour un débit moyen 7 fois supérieur à celui de la Braye et un bassin versant près de cinq fois plus étendu). Quant au QIX 10, celui de la Braye étant de 100 m3/s, il monte à 570 pour la Sèvre. Les crues de la Braye sont proportionnellement plus importantes que celles de cette rivière de l'extrême ouest du bassin de la Loire connue pour l'importance de ses crues.
Le débit instantané maximal enregistré à Sargé-sur-Braye durant la période d'observation, a été de 145 m3/s le 13 janvier 2004, tandis que la valeur journalière maximale était de 86,6 m3/s le 22 janvier 1995. En comparant la première de ces valeurs à l'échelle des QIX de la rivière, il apparaît que cette crue était un peu plus que d'ordre vicennal, et donc destinée à se reproduire tous les 25 ou 30 ans en moyenne. La hauteur maximale instantanée a été de 254 cm le 13 janvier 2004.

### Lame d'eau et débit spécifique
Quoique alimentée par des précipitations suffisantes des régions du Perche et du faux-Perche qu'elle traverse, la Braye n'est pas une rivière extrêmement abondante. La lame d'eau écoulée dans son bassin versant est de 199 millimètres annuellement, ce qui est nettement inférieur à la moyenne d'ensemble de la France tous bassins confondus, ainsi que de l'ensemble du bassin de la Loire (244 millimètres), mais largement supérieur à la moyenne du bassin du Loir (129 millimètres à Durtal). Le débit spécifique (ou Qsp) de la rivière atteint 6,3 litres par seconde et par kilomètre carré de bassin.

### Débits des cours d'eau du bassin de la Braye

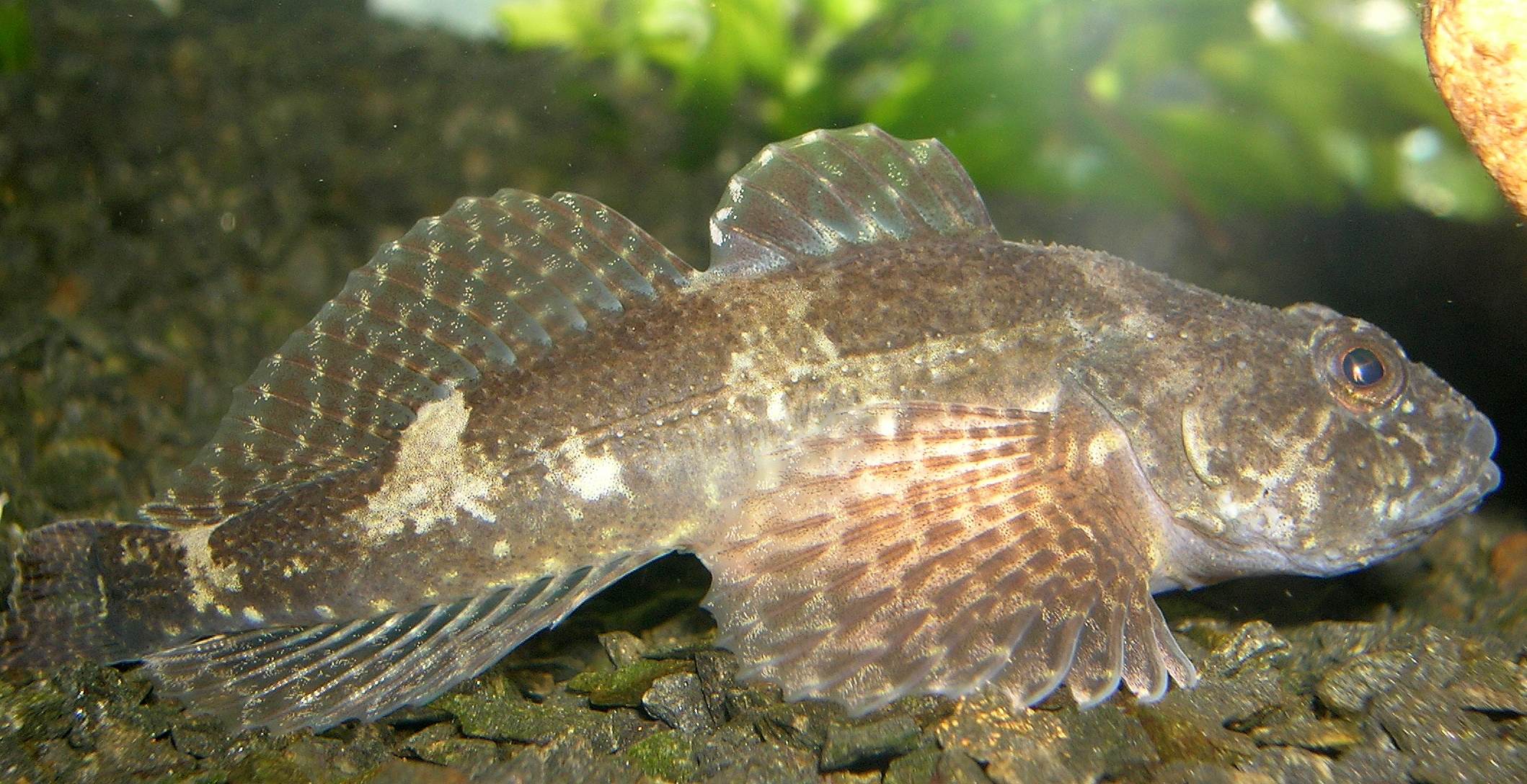
Le chabot commun.

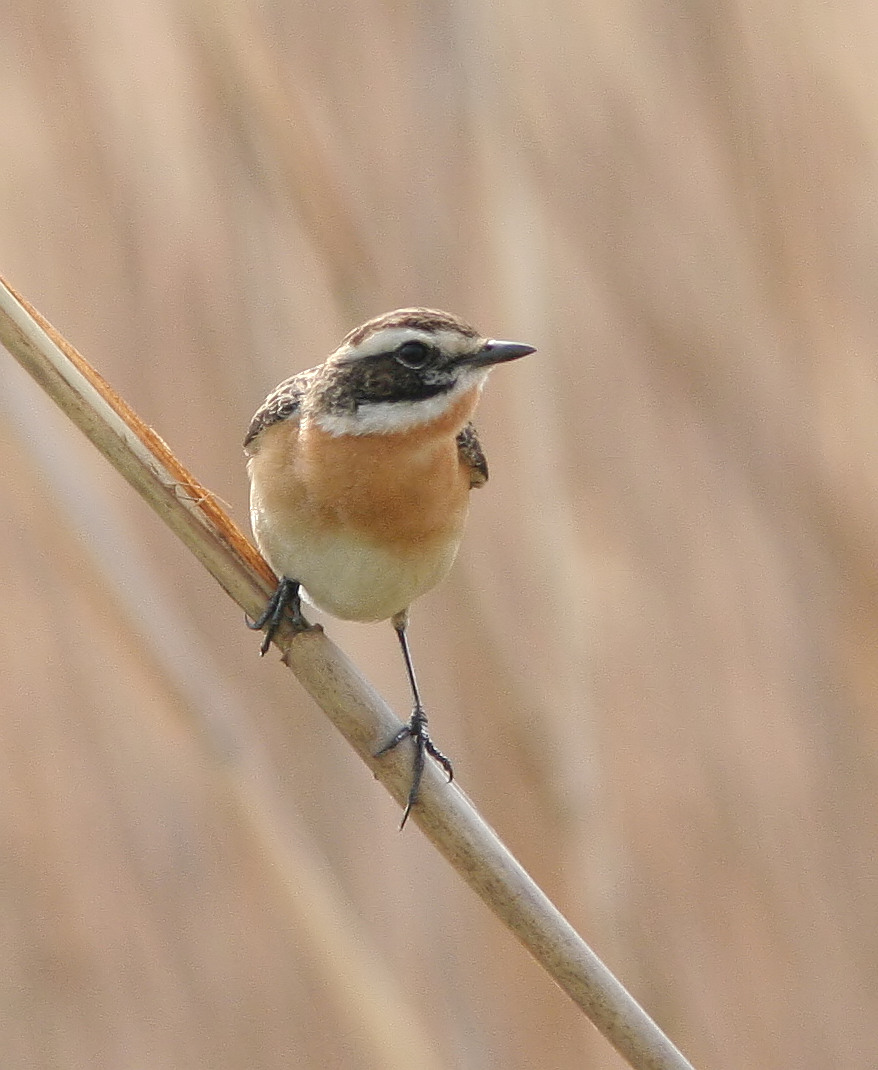
Le traquet tarier.

| Nom      | Localité            | Débits en m3/s | Débits en m3/s | Débits en m3/s | Débits en m3/s | Débits en m3/s | Débits en m3/s | Débits en m3/s | Côte max (m) | Max. instant. | Max. journ. | Lame d'eau (mm) | Surface (km2) |
| Nom      | Localité            | Module         | VCN3 (étiage)  | QIX 2          | QIX 5          | QIX 10         | QIX 20         | QIX 50         | Côte max (m) | Max. instant. | Max. journ. | Lame d'eau (mm) | Surface (km2) |
| -------- | ------------------- | -------------- | -------------- | -------------- | -------------- | -------------- | -------------- | -------------- | ------------ | ------------- | ----------- | --------------- | ------------- |
| Braye    | Valennes            | 1,730          | 0,260          | 23             | 33             | 39             | 45             | 53             | 2,63         | 49,3          | 40,3        | 203             | 270           |
| Couëtron | Souday              | 0,514          | 0,057          | 12             | 18             | 22             | 26             | 31             | 2,36         | 26,3          | 17,7        | 192             | 85            |
| Braye    | Sargé               | 3,130          | 0,610          | 51             | 80             | 100            | 120            | 140            | 2,54         | 145           | 86,6        | 199             | 497           |
| Anille   | Saint-Gervais       | 0,616          | 0,150          | 11             | 17             | 20             | 24             | -              | 2,28         | 22            | 16,2        | 198             | 98            |
| Tusson   | La Chapelle-Gaugain | 0,544          | 0,080          | 12             | 19             | 24             | 28             | -              | 1,81         | 28,5          | 17,9        | 183             | 94            |
| Braye    | confluent           | 4,700          |                |                |                |                |                |                |              |               |             |                 | 750           |

## La faune

### Faune piscicole - Pêche
La Braye présente des aspects très variés (radiers, zones calmes) et une diversité d'espèces piscicoles importante. On y trouve des carnassiers (brochet, sandre, perche) et des poissons blancs (brème, gardon, tanche, goujon, carpe, ablette, chevesne, rotengle, etc). On peut passer de secteurs où le brochet et la perche sont majoritaires à des secteurs intermédiaires où les cyprinidés d'eaux vives et la truite fario les supplantent. Dans la ZNIEFF située entre Vibraye et Valennes, les espèces déterminantes de poissons sont la lote (lota lota), le spirlin (alburnoides bipunctatus), la truite de rivière (salmo trutta fario), l'anguille européenne (anguilla anguilla), le brochet (esox lucius) et le chabot (cottus gobio).

### Les oiseaux
Une ZNIEFF a été décrite dans la basse vallée de la Braye (appelée « Basse Vallée de la Braye entre Le-Gué-de-Launay et Valennes »), au niveau du confluent du Couetron. L'avifaune y est variée et typique des milieux humides. On y remarque la présence du traquet tarier ou tarier des prés (saxicola rubetra). Trois autres espèces déterminantes d'oiseaux sont relevées : la mésange boréale (parus montanus), le pouillot fitis (phylloscopus trochilus) et le chevalier guignette (actitis hypoleucos).

## Patrimoine - Curiosités - Tourisme
- Vibraye : Château du XIXe siècle. Belles forêts de chênes, de châtaigniers, de bouleaux. Étangs. Pêche. Équipements sportifs. Centre équestre, courses hippiques, école d'équitation avec stages et randonnées, attelage. Camping. VTT[5].

- Montmirail : Château des XVe – XVIIIe siècles. Belles demeures anciennes. Remparts, qui constituent le plus ancien exemple de génie civil dans le Perche Sarthois. Jardin d'inspiration médiévale. Salle d'expositions ouverte de mai à septembre. Église Notre-Dame-de-l'Assomption. Hippodromes : deux courses par année en juillet. Fête médiévale en août[6].

- Souday : La localité possède deux châteaux : Le château de Glatigny date du XVIe et sa chapelle du XVIIIe. Le château de La Cour du XIVe a été remanié au XVIIIe. Église Saint-Pierre, partiellement préromane du IXe siècle, et romane du XIe (Monument Historique), remaniée aux XVIIe et XIXe siècles, ornée de fresques de la fin du XIIe siècle. Plan d'eau, pêche. Centre équestre, poney-club. Gîtes ruraux et chambres d'hôtes.

- Sargé-sur-Braye : au confluent de la Braye et de la Grenne. Intéressant patrimoine architectural. Maisons des XVe et XVIe siècles. Château de Montmarin du XVIIe (inscrit Monument Historique), avec chapelle et pigeonnier. Château des Radrets des XVe et XVIe siècles (inscrit Monument Historique), avec ferme fortifiée, douves, tours, belle grange. Château du Fief Corbin. Grange aux dîmes. Presbytère du XVIIIe. Église Saint-Cyr du XIIe, avec chapelles du XVIe, portail Renaissance, retable du XVIIIe, cadran solaire du XVIIIe. Église Saint-Martin, préromane (Monument Historique), avec peintures murales du XIVe. Environnement verdoyant et vallonné. Plan d'eau. Pêche et chasse. Base de loisirs, promenades, plage, canoë-kayak. Centres équestres. Fête du cheval début juillet. Gîtes ruraux, chambres d'hôte, camping.

- Savigny-sur-Braye : Église Saint-Pierre (inscrit Monument Historique), croisée du transept du XIIe siècle ; chœur, bas-côtés et clocher du XVIe siècle, nef du XVIIe, retable et chaire du XVIIe. Restes d'un donjon. Manoir des Pâtis du XVI, avec douves et tourelles. Château du Châtelier, château de Frétay, château de Glatigny. Ancien prieuré (aujourd'hui maison de retraite). Pont gothique sur la Braye. Élevage de cerfs visitable. Pisciculture. Pêche. Équipements sportifs, équitation, sentiers pédestres et équestres. Camping.

- Bessé-sur-Braye : L'église néo-gothique du XIXe siècle possède un christ en bois du XVIe et une Vierge et l'Enfant en pierre du XVIIe, clocher des XIVe et XVIIe siècles. Château de Courtanvaux des XVe, XVIe et XVIIe siècles aujourd'hui hôtel (inscrit Monument Historique), superbe portail Renaissance, deux tours (Monument Historique), parc et forêt (Site Inscrit). Château de la Massuère. Château de la Godelinière. Manoir de la Gavolerie. Ferme de Romigny (XVe siècle). Station verte et ville fleurie. Pêche, chasse, piscine, camping.

- Sougé : Confluent de la Braye et du Loir ainsi que de la Braye et du Tusson. Vestiges romains au Camp de César. Manoir des Noues du XVIIe siècle, avec douves, tours et pigeonnier. Ancien prieuré devenu ancien presbytère (bâtiment du XIIe). Église Saint-Quentin du XVIe avec superbes stalles datant du XVe siècle. Rives du Loir (Site classé). Vignes et vin AOC. Pêche, chasse, randonnées.